# Jorge Astaburuaga Lyon
Jorge Astaburuaga Lyon (Santiago, 1880 - ibídem, 17 de enero de 1974) fue un político chileno, que ejerció como intendente, diputado y corredor de la Bolsa de Comercio de Santiago.

## Primeros años de vida

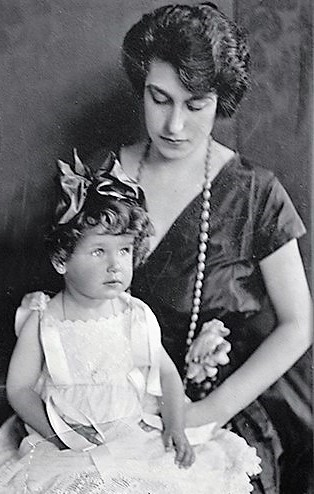
Su esposa Elena Larraín Velasco con su hija Julia Astaburuaga Larraín, en 1922.

Fue hijo de Jorge Astaburuaga Vergara y de Rosalía Lyon Pérez.Fue nieto de Francisco Astaburuaga Cienfuegos y sobrino de Ricardo Lyon Pérez.
Contrajo matrimonio con Elena Larraín Velasco, hija de Carlos Larraín Claro y de Elena Velasco Muñoz, con quien tuvo siete hijos: Carlos, Julia, Luz, Ricardo, Arturo, María y Luisa.

## Vida pública
Fue elegido diputado por Rancagua, Cachapoal y Maipo en el período 1924 a 1927, pero no alcanzó a cumplir su período ya que el Congreso Nacional fue disuelto el 11 de septiembre de 1924o, por Decreto de la Junta de Gobierno. Posteriormente fue designado intendente de Curicó en 1925.

## Vida privada
Durante toda su vida laboral se desempeñó como corredor de bolsa de comercio de Santiago. El 28 de abril de 1969 con 89 años, el presidente de la República Eduardo Frei Montalva le otorgó una pensión de gracia de 300 escudos mensuales. Este decreto fue firmado por el ministro de Hacienda Andrés Zaldívar Larraín.
Murió el 17 de enero de 1974 a los 94 años.